# NK Svoboda
NK Svoboda is een Sloveense voetbalclub uit de hoofdstad Ljubljana.

## Geschiedenis
De club werd opgericht in 1952 en was een van de beste Sloveense clubs ten tijde van Joegoslavië. Onder de naam Merkator Ljubljana werd de club in 1971 kampioen van de Sloveense competitie en promoveerde zo naar de tweede klasse van Joegoslavië. Na drie seizoenen degradeerde de club en kon na één seizoen terugkeren. De club ging nog enkele keren op en neer tussen de tweede en derde klasse en verdween na 1981/82 voorgoed uit de tweede klasse. In 1979 won de club wel de Beker van Slovenië. Hierdoor kon de club deelnemen aan de Beker van Joegoslavië, maar werd gewipt door Borac Banja Luka.
Na de onafhankelijkheid van Slovenië in 1991 werd de club geselecteerd voor de nieuwe hoogste klasse en speelde onder de naam Svoboda Liqui Moly Ljubljana en werd 11de op 21 clubs. Het volgende seizoen nam de club de naam NK Kompas Holidays Ljubljana en werd knap zesde. Ook voor seizoen 1993/94 werd een nieuwe naam aangenomen, NK Optimizem Svoboda Ljubljana en de club werd dertiende. Hierna verdween de club naar de lagere reeksen en promoveerde in 2003 terug naar de tweede klasse, waar Svoboda drie seizoenen speelde. In 2005 werd de club zelfs derde. De volgende seizoenen degradeerde de club weer en in 2008 overgenomen door Interblock Ljubljana.

## Erelijst
- Sloveens kampioen

1971, 1975, 1978, 1980

## Bekende (oud-)spelers
- Ermin Šiljak